# Caragana shensiensis
Caragana shensiensis är en ärtväxtart som beskrevs av C.W.Chang. Caragana shensiensis ingår i släktet karaganer, och familjen ärtväxter. Inga underarter finns listade i Catalogue of Life.